# Composition à la main et aux chapeaux
Composition à la main et aux chapeaux est un tableau peint par Fernand Léger en 1927. Cette huile sur toile est conservée au musée national d'Art moderne, à Paris.